# Туров, Геннадий Кузьмич
Геннадий Кузьмич Туров (10 августа 1948, Коржи, Краснодарский край — 22 апреля 2025, Ростов-на-Дону) — живописец, заслуженный художник России, профессор ЮФУ.

## Биография
Геннадий Туров родился в 1948 году на хуторе Коржи Ленинградского района Краснодарского края.
В 1968—1970 годах он служил в армии. В 1971 году стал выпускником Краснодарского художественного училища. В 1970-х начал участвовать в художественных выставках. В 1979 году закончил Харьковский художественно-промышленный институт. Его дипломная работа экспонировалась на Всесоюзной выставке дипломных работ. В 1982 году был принят в Союз художников СССР. В этом же году он стал лауреатом премии ВДНХ СССР за картину «Молодёжная бригада». Геннадий Туров входил в состав творческих групп на даче «Сенеж».
В 1979—1985 годах работал в Художественном фонде города Оренбурга.
В 1985 году прошла его персональная выставка в Ростове-на-Дону. В 1986 году — состоялась персональная выставка в Таганроге. В 1999 году — еще одна персональная выставка в Ростове-на-Дону. Избирался членом правления и Ревизионной комиссии РОСХ.
Геннадий Туров — доцент Ростовского педагогического института ЮФУ, преподаёт на отделении живописи. В 2005 году был награждён дипломом Российской Академии Художеств. В 2010 году получил почётную грамоту Министерства культуры Российской Федерации.
Работы Геннадия Турова находятся в Министерстве культуры России, в художественном фонде Российской Федерации, в отечественных картинных галереях и в зарубежных — во Франции, Германии, Голландии, Польше, Израиле, Швеции.
В 2005 году Геннадий Туров был награждён медалью Российской Академии Художеств.
Среди его работ пейзажи «Пухляковские горизонты», «Ночь в Донской степи», «Темная тишина. Хутор Коржи».
Умер 22 апреля 2025 года.

## Основные даты жизни и творчества
- Родился на Кубани 10 августа 1948 года.
- В 1965 г. поступил в Краснодарское художественное училище.
- С 1968 г. по 1970 г. служил в рядах Советской Армии.
- В 1971 г. окончил Краснодарское художественное училище, живописное отделение.
- С 1970 г. активный участник выставочной деятельности.
- В 1973 г. поступил в Харьковский художественно-промышленный институт.
- В 1979 г. окончил Харьковский художественно-промышленный институт, факультет «Монументальная живопись». Во время учёбы принимал активное участие в выставочной деятельности. Участвовал в конкурсах, где неоднократно занимал первые места. Дипломная работа экспонировалась на Всесоюзной выставке дипломных работ студентов художественных ВУЗов страны.
- В 1979 г. переезжает в г. Оренбург.
- В 1982 г. был принят в Союз художников СССР. В том же году стал лауреатом премии ВДНХ СССР за картину «Молодёжная бригада», где награждён «Бронзовой медалью».
- С 1985 г. жил и работал в г. Ростове-на-Дону.
- В 1985 г. состоялась первая персональная выставка в г. Ростове-на-Дону.
- В 1986 г. состоялась персональная выставка в г. Таганроге.
- С 1992 г. преподавал живопись в Ростовском педагогическом институте на кафедре ИЗО.
- В 1999 г. состоялась персональная выставка в г. Ростове-на-Дону, посвященная 50-летию художника.
- В 2005 г награждён Дипломом Российской Академии Художеств за участие в региональной академической выставке «Юг России».
- С 2006 г. является доцентом Ростовского педагогического института ЮФУ. Преподаёт на отделении живописи.
- В 2008 г. состоялась персональная выставка в г. Краснодаре, посвященная 60-летию художника.
- В 2009 г. состоялась персональная выставка в х. Коржи Ленинградского района Краснодарского края — на «малой Родине» художника.
- В 2010 г. награждён Почётной грамотой Министерства культуры Российской Федерации, Дипломом Союза художников России и Благодарственным письмом Министерства культуры Ростовской области.
- В 2012 г. присвоено звание «Заслуженный художник России».
- С 2012 г. является профессором кафедры живописи, графики и скульптуры ААИ Южного Федерального университета.
- В 2013 г. состоялась персональная выставка в г. Ростове-на-Дону, посвященная 65-летию художника.
- В 2014 г. награждён «Золотой медалью» ВТОО «Союз художников России».
- В 2015 г. состоялась персональная выставка.
- В 2016 г. состоялась выставка «Педагоги и ученики».
- В 2017 г. состоялась персональная выставка.
- В 2018 г. состоялась персональная выставка к 70-летию. Награждён губернаторской наградой За трудовую доблесть за заслуги перед Донским краем.